# Nagozelo do Douro
Nagozelo do Douro is een plaats (freguesia) in de Portugese gemeente São João da Pesqueira en telt 517 inwoners (2001).